# Elsa Fornero
Elsa Fornero (ur. 7 maja 1948 w San Carlo Canavese) – włoska ekonomistka, profesor, od 2011 do 2013 minister pracy, spraw społecznych i równouprawnienia w rządzie Mario Montiego.

## Życiorys
Z wykształcenia ekonomistka, specjalizująca się w zagadnieniach makroekonomii. Zawodowo związana z Uniwersytetem Turyńskim oraz Wydziałem Ekonomii i Finansów tej uczelni, na której doszła do stanowiska profesora. Została również koordynatorką ds. nauki uniwersyteckiego centrum badań nad emeryturami i polityką socjalną (działającego w ramach Collegio Carlo Alberto). Wykładała również na Uniwersytecie w Maastricht, pełniła szereg funkcji w organach doradczych i towarzystwach naukowych. M.in. w latach 2005–2007 była członkinią komitetu sterującego Włoskiego Stowarzyszenia Ekonomistów. Od 2005 do 2006 wchodziła w skład komitetu naukowego Confindustrii.
16 listopada 2011 objęła stanowisko ministra pracy, spraw społecznych i równouprawnienia w rządzie, na czele którego stanął Mario Monti. Kilka tygodni później w czasie rządowej konferencji podczas przedstawiania propozycji zmian w systemie emerytalnym w ramach walki z kryzysem gospodarczym publicznie się rozpłakała, co wywołało szeroki odzew w mediach. Urząd ministra sprawowała do 28 kwietnia 2013.